# Piłka ręczna na Letnich Igrzyskach Olimpijskich 2020 – światowe turnieje kwalifikacyjne
Światowe turnieje kwalifikacyjne do olimpijskiego turnieju piłki ręcznej 2020 miały na celu wyłonienie męskich i żeńskich reprezentacji narodowych w piłce ręcznej, które wystąpią w tym turnieju. Były one ostatnią fazą eliminacji dla zespołów, które do tej pory nie uzyskały kwalifikacji i zostały zorganizowane w marcu 2021 roku po przesunięciu z marca i kwietnia 2020 roku.
Zgodnie z systemem kwalifikacji zarówno w zawodach kobiet, jak i mężczyzn, miało wziąć udział dwanaście zespołów, które uzyskały prawo występu w nich dzięki zajęciu wysokiego miejsca w mistrzostwach świata lub odpowiednim kontynentalnym turnieju kwalifikacyjnym. Rozstawiona została czołowa szóstka mistrzostw świata, która do tej pory nie uzyskała awansu na igrzyska, a dołączy do nich sześć drużyn wyznaczonych ze względu na kryterium geograficzne. Uprawione do tych miejsc będą najwyżej uplasowane zespoły z kontynentalnych kwalifikacji, które do tej pory nie awansowały ani do igrzysk, ani do światowego turnieju kwalifikacyjnego – uszeregowane według siły kontynentu mierzonej kolejnością najlepszych ich zespołów podczas rozegranych w 2019 roku mistrzostw świata. Zawody zostaną przeprowadzone systemem kołowym w ramach trzech czterozespołowych grup, a awans na Igrzyska Olimpijskie 2020 uzyskają po dwie czołowe reprezentacje z każdej z grup.
Potwierdzenie gospodarzy światowych turniejów kwalifikacyjnych nastąpiło w październiku i grudniu 2019 roku, a pełna obsada była znana po zakończeniu żeńskich MŚ 2019 oraz męskich czempionatów w Europie, Afryce i Azji w styczniu 2020 roku. Z uwagi na pandemię COVID-19 nastąpiły później zmiany w obsadzie zawodów kobiet: Północna Korea została zastąpiona przez Kazachstan, zaś Chiny – po odmowie Hongkongu – przez Tajlandię. Sędziowie zawodów zostali wyznaczeni 12 lutego 2020 roku, zaś szczegółowy harmonogram rozgrywek dwa tygodnie później. Jeszcze 12 marca IHF była zdecydowana przeprowadzić turnieje kwalifikacyjne, choć bez udziału publiczności, jednak dzień później zostały przełożone – wstępnie na czerwiec 2020 roku. Pod koniec marca Międzynarodowy Komitet Olimpijski podjął decyzję o przełożeniu, a następnie podał nowe daty rozegrania igrzysk – dokładnie rok później od oryginalnego terminu. IHF zatem w kwietniu 2020 roku ogłosiła, że turnieje kwalifikacyjne odbędą się w połowie marca 2021 roku. Sędziowie zawodów zostali wyznaczeni pod koniec lutego 2021 roku. Z zawodów zaplanowano transmisje telewizyjne i internetowe.
W związku z przesunięciem zawodów na rok 2021, żeńska reprezentacja Chin zawnioskowała w październiku o przywrócenie do turnieju, co spowodowało powrót do oryginalnego składu turniejów. Na początku marca jednak Chiny się wycofały, na ich miejsce w turnieju II został przesunięty Kazachstan, zaś – wobec nieobsadzenia wakatu w turnieju III przez AHF – został on zaplanowany w trzyzespołowej obsadzie. Podobnie stało się następnie w turnieju I, gdy przyjazd odwołał Senegal, ostatecznie zatem wzięło udział dziesięć reprezentacji, a awansu na igrzyska nie uzyskała żadna spoza Europy. Wśród mężczyzn natomiast turnieje odbyły się w pierwotnej obsadzie, jednak turniej I z uwagi na obostrzenia w Norwegii został przeniesiony do Czarnogóry. Awans uzyskało pięć europejskich reprezentacji i Brazylia.

## Mężczyźni
| Turniej I | Turniej II | Turniej III |
| --- | --- | --- |
| - 2. miejsce MŚ 2019: Norwegia - 9. miejsce MŚ 2019: Brazylia - 2. miejsce IP 2019: Chile - 2. miejsce turnieju azjatyckiego 2019: Korea Południowa | - 3. miejsce MŚ 2019: Francja - 6. miejsce MŚ 2019: Chorwacja - 2. miejsce MAf 2020: Tunezja - 6. miejsce ME 2020: Portugalia | - 4. miejsce MŚ 2019: Niemcy - 5. miejsce MŚ 2019: Szwecja - 4. miejsce ME 2020: Słowenia - 3. miejsce MAf 2020: Algieria |

### Turniej I
| 12 marca 202117:30 | Chile | 35:36(11:19) | Korea Południowa | Verde Complex, Podgorica Sędzia: Gubica, Milošević |
| 12 marca 202117:30 |       | 35:36(11:19) |                  | Verde Complex, Podgorica Sędzia: Gubica, Milošević |

| 12 marca 202120:00 | Norwegia | 32:20(17:12) | Brazylia | Verde Complex, Podgorica Sędzia: Pavićević, Ražnatović |
| 12 marca 202120:00 |          | 32:20(17:12) |          | Verde Complex, Podgorica Sędzia: Pavićević, Ražnatović |

| 13 marca 202117:30 | Brazylia | 30:24(13:9) | Korea Południowa | Verde Complex, Podgorica Sędzia: Horáček, Novotný |
| 13 marca 202117:30 |          | 30:24(13:9) |                  | Verde Complex, Podgorica Sędzia: Horáček, Novotný |

| 13 marca 202120:00 | Norwegia | 38:23(19:10) | Chile | Verde Complex, Podgorica Sędzia: Gasmi, Gasmi |
| 13 marca 202120:00 |          | 38:23(19:10) |       | Verde Complex, Podgorica Sędzia: Gasmi, Gasmi |

| 14 marca 202117:30 | Brazylia | 26:24(11:17) | Chile | Verde Complex, Podgorica Sędzia: Gubica, Milošević |
| 14 marca 202117:30 |          | 26:24(11:17) |       | Verde Complex, Podgorica Sędzia: Gubica, Milošević |

| 14 marca 202120:00 | Korea Południowa | 31:44(16:24) | Norwegia | Verde Complex, Podgorica Sędzia: Horáček, Novotný |
| 14 marca 202120:00 |                  | 31:44(16:24) |          | Verde Complex, Podgorica Sędzia: Horáček, Novotný |

### Turniej II
| 12 marca 202118:30 | Tunezja | 27:34(11:15) | Portugalia | Sud de France Arena, Montpellier Sędzia: Brunner, Salah |
| 12 marca 202118:30 |         | 27:34(11:15) |            | Sud de France Arena, Montpellier Sędzia: Brunner, Salah |

| 12 marca 202121:00 | Francja | 30:26(12:15) | Chorwacja | Sud de France Arena, Montpellier Sędzia: Schulze, Tönnies |
| 12 marca 202121:00 |         | 30:26(12:15) |           | Sud de France Arena, Montpellier Sędzia: Schulze, Tönnies |

| 13 marca 202118:30 | Chorwacja | 25:24(9:12) | Portugalia | Sud de France Arena, Montpellier Sędzia: Kurtagic, Wetterwik |
| 13 marca 202118:30 |           | 25:24(9:12) |            | Sud de France Arena, Montpellier Sędzia: Kurtagic, Wetterwik |

| 13 marca 202121:00 | Francja | 40:29(21:13) | Tunezja | Sud de France Arena, Montpellier Sędzia: Bíró, Kiss |
| 13 marca 202121:00 |         | 40:29(21:13) |         | Sud de France Arena, Montpellier Sędzia: Bíró, Kiss |

| 14 marca 202118:30 | Chorwacja | 30:27(14:13) | Tunezja | Sud de France Arena, Montpellier Sędzia: Brunner, Salah |
| 14 marca 202118:30 |           | 30:27(14:13) |         | Sud de France Arena, Montpellier Sędzia: Brunner, Salah |

| 14 marca 202121:00 | Portugalia | 29:28(12:13) | Francja | Sud de France Arena, Montpellier Sędzia: Schulze, Tönnies |
| 14 marca 202121:00 |            | 29:28(12:13) |         | Sud de France Arena, Montpellier Sędzia: Schulze, Tönnies |

### Turniej III
| 12 marca 202115:15 | Niemcy | 25:25(14:13) | Szwecja | Max-Schmeling-Halle, Berlin Sędzia: Nachevski, Nikolov |
| 12 marca 202115:15 |        | 25:25(14:13) |         | Max-Schmeling-Halle, Berlin Sędzia: Nachevski, Nikolov |

| 12 marca 202117:45 | Słowenia | 36:28(17:11) | Algieria | Max-Schmeling-Halle, Berlin Sędzia: Grillo, Lenci |
| 12 marca 202117:45 |          | 36:28(17:11) |          | Max-Schmeling-Halle, Berlin Sędzia: Grillo, Lenci |

| 13 marca 202115:35 | Niemcy | 36:27(22:12) | Słowenia | Max-Schmeling-Halle, Berlin Sędzia: Raluy, Sabroso |
| 13 marca 202115:35 |        | 36:27(22:12) |          | Max-Schmeling-Halle, Berlin Sędzia: Raluy, Sabroso |

| 13 marca 202118:00 | Szwecja | 36:25(19:10) | Algieria | Max-Schmeling-Halle, Berlin Sędzia: Nachevski, Nikolov |
| 13 marca 202118:00 |         | 36:25(19:10) |          | Max-Schmeling-Halle, Berlin Sędzia: Nachevski, Nikolov |

| 14 marca 202115:45 | Algieria | 26:34(14:17) | Niemcy | Max-Schmeling-Halle, Berlin Sędzia: Hansen, Madsen |
| 14 marca 202115:45 |          | 26:34(14:17) |        | Max-Schmeling-Halle, Berlin Sędzia: Hansen, Madsen |

| 14 marca 202118:15 | Szwecja | 32:25(17:13) | Słowenia | Max-Schmeling-Halle, Berlin Sędzia: Raluy, Sabroso |
| 14 marca 202118:15 |         | 32:25(17:13) |          | Max-Schmeling-Halle, Berlin Sędzia: Raluy, Sabroso |

## Kobiety
| Turniej I | Turniej II | Turniej III |
| --- | --- | --- |
| - 2. miejsce MŚ 2019: Hiszpania - 7. miejsce MŚ 2019: Szwecja - 2. miejsce IP 2019: Argentyna - 2. miejsce afrykańskiego turnieju 2019: Senegal | - 3. miejsce MŚ 2019: Rosja - 6. miejsce MŚ 2019: Serbia - 2. miejsce azjatyckiego turnieju 2019: Chiny - 4. miejsce azjatyckiego turnieju 2019: Kazachstan - 7. miejsce ME 2018: Węgry | - 4. miejsce MŚ 2019: Norwegia - 5. miejsce MŚ 2019: Czarnogóra - 4. miejsce ME 2018: Rumunia - 3. miejsce azjatyckiego turnieju 2019: Korea Północna - 6. miejsce azjatyckiego turnieju 2019: Tajlandia |

### Turniej I
| 19 marca 202121:00 | Hiszpania | 28:28(13:13) | Szwecja | Pabellón Pla de l'Arc, Llíria Sędzia: Alpaidze, Berezkina |
| 19 marca 202121:00 |           | 28:28(13:13) |         | Pabellón Pla de l'Arc, Llíria Sędzia: Alpaidze, Berezkina |

| 20 marca 202118:15 | Szwecja | 34:21(17:8) | Argentyna | Pabellón Pla de l'Arc, Llíria Sędzia: Koo, Lee |
| 20 marca 202118:15 |         | 34:21(17:8) |           | Pabellón Pla de l'Arc, Llíria Sędzia: Koo, Lee |

| 21 marca 202119:30 | Argentyna | 16:31(10:19) | Hiszpania | Pabellón Pla de l'Arc, Llíria Sędzia: Lemes, Sosa |
| 21 marca 202119:30 |           | 16:31(10:19) |           | Pabellón Pla de l'Arc, Llíria Sędzia: Lemes, Sosa |

### Turniej II
| 19 marca 202117:00 | Kazachstan | 19:46(8:20) | Węgry | Audi Aréna Győr, Győr Sędzia: Năstase, Stancu |
| 19 marca 202117:00 |            | 19:46(8:20) |       | Audi Aréna Győr, Győr Sędzia: Năstase, Stancu |

| 19 marca 202120:00 | Rosja | 29:24(17:13) | Serbia | Audi Aréna Győr, Győr Sędzia: García, Paolantoni |
| 19 marca 202120:00 |       | 29:24(17:13) |        | Audi Aréna Győr, Győr Sędzia: García, Paolantoni |

| 20 marca 202117:30 | Serbia | 23:31(12:16) | Węgry | Audi Aréna Győr, Győr Sędzia: Bonaventura, Bonaventura |
| 20 marca 202117:30 |        | 23:31(12:16) |       | Audi Aréna Győr, Győr Sędzia: Bonaventura, Bonaventura |

| 20 marca 202120:30 | Rosja | 33:26(17:16) | Kazachstan | Audi Aréna Győr, Győr Sędzia: Belkhiri, Hamidi |
| 20 marca 202120:30 |       | 33:26(17:16) |            | Audi Aréna Győr, Győr Sędzia: Belkhiri, Hamidi |

| 21 marca 202117:30 | Serbia | 42:30(23:16) | Kazachstan | Audi Aréna Győr, Győr Sędzia: Belkhiri, Hamidi |
| 21 marca 202117:30 |        | 42:30(23:16) |            | Audi Aréna Győr, Győr Sędzia: Belkhiri, Hamidi |

| 21 marca 202120:30 | Węgry | 23:29(12:14) | Rosja | Audi Aréna Győr, Győr Sędzia: García, Paolantoni |
| 21 marca 202120:30 |       | 23:29(12:14) |       | Audi Aréna Győr, Győr Sędzia: García, Paolantoni |

### Turniej III
| 19 marca 202119:30 | Norwegia | 23:28(12:13) | Czarnogóra | Verde Complex, Podgorica Sędzia: Lah, Sok |
| 19 marca 202119:30 |          | 23:28(12:13) |            | Verde Complex, Podgorica Sędzia: Lah, Sok |

| 20 marca 202119:30 | Norwegia | 29:24(13:11) | Rumunia | Verde Complex, Podgorica Sędzia: Christiansen, Hanse |
| 20 marca 202119:30 |          | 29:24(13:11) |         | Verde Complex, Podgorica Sędzia: Christiansen, Hanse |

| 21 marca 202116:00 | Czarnogóra | 25:28(15:15) | Rumunia | Verde Complex, Podgorica Sędzia: García, Marín |
| 21 marca 202116:00 |            | 25:28(15:15) |         | Verde Complex, Podgorica Sędzia: García, Marín |